# Рационально-эмоционально-поведенческая терапия
Рациона́льно-эмоциона́льно-поведе́нческая терапи́я, РЭПТ (англ. Rational Emotive Behavior Therapy (REBT); ранее — рациональная терапия (РТ) и рационально-эмоциональная терапия (РЭТ)) — направление в психотерапии и психологическом консультировании, предложенное Альбертом Эллисом в 1955 году, в котором в качестве главных причин психических расстройств рассматриваются иррациональные когнитивные установки (убеждения, верования, идеи, предположения и т. п.), а не прошлый опыт индивида, в отличие от психоанализа и некоторых других направлений психотерапии. Такие когниции в терминах РЭПТ называются «иррациональными верованиями» (иногда — «иррациональные убеждения», англ. irrational beliefs).
В современной РЭПТ детский опыт принимается во внимание и используется, особенно в работе с клиентами с расстройствами личности, хотя и не рассматривается в качестве основной причины психических расстройств.
Вначале Альберт Эллис назвал созданное им в 1955 году направление психотерапии рациональной терапией (РТ), однако в 1961 году он изменил название на рационально-эмоциональную терапию (РЭТ). В 1993 году Эллис ещё раз изменил название — на рационально-эмоциональную поведенческую терапию (РЭПТ).
Большинство авторов относят рационально-эмоционально-поведенческую терапию Эллиса к когнитивно-поведенческим подходам; при этом РЭПТ Эллиса является, наряду с концепцией Аарона Бека, одним из наиболее признанных подходов в рамках когнитивного направления в психотерапии.
Главное отличие РЭПТ от других когнитивных подходов заключается, согласно Эллису, в следующем: РЭПТ «особо подчёркивает важность выделения догматических безусловных „долженствований“, отделения их от своих желаний и предпочтений и обучение тому, как отказаться от первых и учитывать вторые».

## Модель ABC
Ядром теории РЭПТ является модель ABC (иногда — «A-B-C», в расширенном варианте — «ABCDE») развития эмоциональных расстройств, которую иногда называют также «моделью терапевтических изменений» и «ABC-теорией личности», поскольку она не только описывает процесс возникновения дисфункциональных эмоций и поведения, но также используется и как руководство по устранению причин этих психических нарушений.
«А» (активаторы, англ. activating events) — это любые текущие события или собственные мысли, ситуация, в которой человек оказался, толчок из внешнего мира, стимул или, возможно, воспоминания или мысли о прошлом опыте (см. также триггер (психология)). Но «А» сами по себе — это только активаторы. Все проблемы возникают потому, что в «А» каждый человек привносит что-то своё, то есть «В» (англ. beliefs): к «В» относятся убеждения, цели, физиологическая предрасположенность, установки, взгляды, представления человека об «А», мысли, образы, восприятие, воображение, интерпретации и выводы относительно «А», внутренний разговор человека с собой, избирательное внимание, избирательное невнимание, избирательная память и др. И уже «В» приводит именно к тому, а не иному «С» — следствию (англ. consequences), то есть эмоциям или поведению. Рациональные взгляды ведут к продуктивному поведению, а иррациональные взгляды (и возникающие на их основе психологические проблемы) — к саморазрушению и иррациональному поведению.
Философия долженствования, она же абсолютистская, приводит к образованию множества иррациональных представлений о мире, центральных иррациональных идей, основными производными которых являются:
- драматизация — «А» оценивается как ужасное более, чем на 100 %. Начинается с «это не должно быть настолько плохо…»;
- осуждение — те, кто не делает того, что «должны» (в том числе по отношению ко мне самому) — «плохие», «недостойные», «недочеловеки» и. п.;
- отрицание своей толерантности[7] (низкая устойчивость к фрустрации и дискомфорту) — неспособность переносить дискомфорт и трудности, которые возникают при различных неудачах, препятствиях, проблемах[5].

Таким образом, «А», «В» и «С» тесно связаны, и ни один из этих элементов не может существовать без других. И чтобы изменить «С», нужно или изменить непосредственно «А» (самый неглубокий уровень психотерапевтических изменений), или осознать, что «В», ведущие к иррациональным «С», иррациональны, проверить это в опыте и принять вместо конкретных иррациональных «В» конкретные рациональные. Или же, в идеале, в случае самого глубокого и эффективного терапевтического изменения, произвести философское реструктурирование иррациональных воззрений.
В частном случае — это замена абсолютистских требований («должен» и «обязан») на рациональные относительные предпочтения в данной конкретной ситуации. В общем — это принятие гибкой установки по отношению к жизненным событиям в целом.
Также проводятся различия между конструктивными и неконструктивными эмоциями: например, гнев неконструктивен, а недовольство является стимулом к изменению нежелательного положения вещей и, таким образом, является конструктивным.

## Основные положения
Исходной посылкой РЭПТ является то, что люди наиболее счастливы тогда, когда они ставят перед собой важные жизненные цели и задачи и активно стараются их осуществить, однако при этом человек должен иметь в виду тот факт, что он живёт в обществе: отстаивая свои собственные интересы, необходимо учитывать и интересы окружающих людей.
РЭПТ гедонистична в том смысле, что люди могут получить удовольствие от настоящего момента и от будущего и могут прийти к этому на максимуме свободы и дисциплины, поскольку человеческая натура воспринимается как сложная и изменчивая. Отсюда и тезис о том, что, вероятно, ничего сверхчеловеческого не существует и что набожная вера в сверхчеловеческие силы обычно приводит к зависимости и росту эмоциональной нестабильности. Особое значение РЭПТ придает воле и выбору во всех человеческих делах, принимая при этом вероятность того, что некоторые поступки людей частично определяются биологическими, социальными и другими силами. Но, каким бы неприемлемым и антисоциальным ни было поведение некоторых личностей, нет людей «низшего сорта» или достойных проклятия. И хотя человеческой натуре свойственна биологическая тенденция мыслить иррационально и дисфункционально, присуща ей и конструктивная биологическая тенденция пользоваться волей к выбору и работать над изменением своего дисфункционального мышления и образа действий.
Как следствие, РЭПТ имеет в основном дело с оценочными, эмоциональными и поведенческими нарушениями. По РЭПТ, психологические проблемы возникают вследствие неудовлетворения в прошлом, настоящем, будущем требований, которые человек выдвинул к себе и окружающему миру, окружающим людям. И есть два основных типа психологических проблем:
1. Третирование, самоуничижение себя («я плохой», «я недостойный») — проблемы эго; рациональной и здоровой альтернативой самоуничижению является безусловное принятие, которое включает в себя отказ отдавать собственному «Я» однозначную оценку и признание своей подверженности ошибкам.
2. Преувеличение негативных сторон ситуации и реакция «я этого не вынесу» — проблемы дискомфорта, или низкая толерантность к фрустрации; терпимость к дискомфорту ради достижения цели и будущего счастья является здоровой и рациональной альтернативой требованиям немедленного исполнения желаний.

Таким образом, по РЭПТ, два главных компонента рационально-эмоционального образа психологически здорового человека — это самопринятие и высокая толерантность к фрустрации.
А. Эллис, рассматривая вопрос, как закрепляются психологические расстройства, постулирует для человека необходимость прийти к 3 основным инсайтам:
- Люди склонны решать свои психологические проблемы, следуя своим «наивным» теориям относительно природы этих проблем. Им не хватает того, что в РЭПТ называется инсайт № 1: понимания, что психологические нарушения зачастую определяются главным образом теми абсолютистскими взглядами, которые складываются у людей по поводу негативных жизненных событий («B» обуславливает «С»). Люди делают неверные предположения о причинах своих проблем и пытаются изменить скорее «А», чем «В».
- У людей может случиться инсайт № 1, но не случиться инсайт № 2: люди остаются при своём расстройстве за счёт того, что заново убеждают себя в своих абсолютистских взглядах в настоящем.
- Даже если у человека случились оба названных инсайта, он всё ещё может страдать от своих проблем, из-за того что у него не было инсайта № 3: только если человек будет усердно работать и тренироваться думать, чувствовать и поступать вопреки своим иррациональным взглядам и убеждениям как в настоящем, так и в будущем, он сможет измениться и стать значительно спокойнее. Чтобы различить патологический цикл, в который они попали, им нужно усиленно и непрерывно бросать вызов своим деструктивным идеям в когнитивном, эмоциональном и поведенческом планах.

Так как РЭПТ — это когнитивный вид консультирования и психотерапии, то в нём большое место отводится работе с когнитивными детерминантами проблемы, а также со вторичными и третичными конструктами в мыслях, эмоциях и поведении, которые укрепляют проблему клиента (например, тревога по поводу тревоги, чувство вины за свой гнев), с которыми по данной причине желательно работать в первую очередь. Это позволяет работать с достаточно сложными случаями.
Для общения с клиентами Эллис рекомендует неформальный, юмористический активно-директивный стиль, но тем не менее отмечает, что терапевту необходимо быть гибким и модифицировать стиль общения, ориентируясь на конкретную ситуацию и конкретного клиента. В общении с клиентами, у которых имеется истероидная акцентуация, следует избегать чрезмерно дружелюбного, эмоционального общения; с обсессивно-компульсивными клиентами не следует вести себя чрезмерно интеллектуально; в общении с клиентами, проявляющими повышенную потребность в автономии, не следует придерживаться директивного стиля; с клиентами же, склонными к пассивности, не рекомендуется проявлять много активности.
Психотерапевт не должен пытаться самостоятельно найти рациональные альтернативы иррациональным представлениям пациента, механически пытаться заменить рациональными представлениями иррациональные, предлагать готовые решения проблем. Важное место в процессе дискуссии занимают вопросы о «В», задаваемые пациенту. Психотерапевт должен стремиться научить пациента научному мышлению, умению самостоятельно искать факты в подтверждение той или иной гипотезы, умению задавать вопросы самому себе, иначе пациент не сможет широко пользоваться приёмами РЭПТ в своей жизни.

## Используемые терапевтические методы
Основными техниками РЭПТ является целый ряд когнитивных, эмоциональных и поведенческих техник:
- Обучение «азбуке» РЭПТ — научение клиента основным теоретическим идеям РЭПТ, чтобы он мог самостоятельно пользоваться её положениями, а также приложение этих идей к случаю клиента. Включает также обучение принятию ответственности за свои иррациональные взгляды.
- Дискутирование (оспаривание) иррациональных идей, взглядов, убеждений[12]:
  - Детекция дисфункциональных взглядов.
  - Дискриминация — помощь клиенту в нахождении чётких различий между абсолютными (потребности, требования, императивы) и неабсолютными (предпочтения, желания, мечтания, планы) ценностями, то есть между иррациональными, нездоровыми взглядами и убеждениями и здоровыми рациональными убеждениями.
  - Дебатирование (по сути — деконструкция) об иррациональной идее — с той целью, чтобы клиент отказался от неё.
- Библиотерапия (чтение материалов, книг по самопомощи).
- Прослушивание аудиозаписей с записями лекций по РЭПТ-терапии и терапевтических сеансов, а также своих собственных дискуссий по поводу своих иррациональных идей (дискутирование на запись — начать с иррациональной идеи, а затем рационально и с силой оспаривать эту идею до тех пор, пока рациональный голос не победит дисфункциональный и пока чувства не изменятся соответствующим образом)[13].
- Проведение РЭПТ с другими для помощи близким, но прежде всего с целью самому лучше овладеть навыками и методами РЭПТ, а также избавиться от ряда собственных иррациональных взглядов и убеждений.
- Семантические методы[14]:
  - Техники определения, цель которых — помочь клиенту использовать язык менее разрушительным образом (например, вместо «я не могу…» — «я ещё не научился…»).
  - Техники «за» и «против», при которых клиентов побуждают перечислять как негативное, так и позитивное о конкретных понятиях, чтобы противостоять привычке замечать только позитивные (или негативные) её аспекты и игнорировать противоположные её аспекты (например, в случае с курением).
- Эмоциональная установка на безусловное принятие.
- Юмористические методы, используемые для борьбы с преувеличением и «ужастификацией»: они сводят некоторые идеи клиентов к абсурду, показывая, насколько эти идеи противоречивы и нелепы. «Согласно теории РЭПТ, иррациональные идеи, которые люди усваивают и при помощи которых создают себе эмоциональные проблемы, обычно возникают, когда они придают должное значение и уделяют внимание своим желаниям и предпочтениям (что является рациональным), а затем идут дальше и существенно преувеличивают их значимость. Они воспринимают всё слишком серьёзно»[15].
- Самораскрытие (психотерапевт признаётся клиенту, что сам сталкивается с похожими проблемам, и рассказывает об опыте их преодоления).
- «Оставайся там» — вынести хронический дискомфорт в неприятной ситуации.
- Вести себя так, как будто клиент уже мыслит рационально.
- Техники воображения[16]:
  - Рационально-эмоциальное воображение — воображение социальной или реальной ситуации неудачи, при которой у клиента/клиентки обычно появляются иррациональные мысли, эмоции или поведение, и следующее за этим перестраивание воображения таким образом, чтобы испытать здоровые эмоции (вместо иррациональных и патологических).
  - Метод временной проекции (вместо прямого оспаривания дисфункциональных убеждений клиента побуждают представить, что с ним будет через некоторое время после «ужасного» события, помогая таким образом опосредованно изменить иррациональное верование, поскольку клиент может «увидеть», что после этого «ужасного» события ему удастся оправиться от него, начать двигаться дальше к своим целям и создавать новые цели).
- Гипноз.
- Небольшие нарушения социальных правил с целью преодоления стыда (например, «глупости» вроде выкрикивания названий остановок в метро, пения песен на улицах во весь голос, обращение к незнакомцам на улицах и в общественных местах для поддержания с ними беседы, попытки договориться с незнакомцем о чём-нибудь и т. д.). Основной эффект данной техники связан с постепенным обретением опыта — важно большое количество попыток с небольшими продвижениями вперёд, что позволит в итоге преодолеть стыд.
- Поддерживающие энергичные самовнушения — повторение рациональных утверждений с чувством и силой для того, чтобы начать их твёрдо чувствовать, убедиться в их справедливости, а также для того, чтобы они интернализовались.
- Формулирование рациональных утверждений.
- Безусловное самопринятие — учит клиента полностью принимать себя в любых условиях и оценивать только свои отдельные черты или поступки и никогда — свою тотальность, свою сущность, своё я. Плохим может быть что-то, например поведение человека, но никогда не сам человек.
- Ролевые игры, в ходе которых развиваются социальные умения и рефлексируются различные недостаточно осознаваемые чувства, а также небольшие обращения к самому/самой себе, вызывающие некоторые негативные чувства с целью их изменения.
- Когнитивная домашняя работа.

## Эффективность
Эффективность РЭПТ измерялась многими исследователями. Мак-Говерн и Силвермен (McGovern & Silverman, 1986) по исследованиям 47 результатов сделали вывод об эффективности РЭПТ. Такое же мнение высказывала и группа авторов (Silverman, McCarthy & McGovern, 1992) по результатам 89 исследований. В 1991 году Лайонзом и Вудсом (L. C. Lyons, P. J. Woods) в результате 70 исследований было установлено, что применение РЭПТ обеспечивало значительное клиническое улучшение у 73 % лечившихся пациентов по сравнению с теми, кто не получал лечения.
РЭПТ может эффективно применяться у взрослых и у детей начиная с 4—5 лет; она эффективна при умеренно выраженных невротических расстройствах, более серьёзных нарушениях и даже при психозах. Однако РЭПТ не излечивает психозы и эндогенную депрессию, а также судорожные припадки или психоэмоциональные расстройства, вызванные эндокринными нарушениями; тем не менее у многих таких пациентов присутствуют невротические наслоения, успешно излечиваемые с помощью РЭПТ: например, опасения рецидива заболевания у пациентов с биполярным расстройством, депрессивные реакции на факт заболевания биполярным расстройством, невротические реакции у психотических больных. РЭПТ можно применять в сочетании с психотропными средствами, при этом она способствует смягчению психотического процесса. Также РЭПТ может помочь пациенту научиться принимать себя с имеющимися отклонениями, не тяготиться и не переживать по поводу этих отклонений. Применение РЭПТ считается оправданным и эффективным в качестве компонента комплексного метода лечения заикания у детей.
Как и другие методы психотерапии, РЭПТ не является чудодейственным лечением; избавление от иррациональных представлений, которые у большинства пациентов присутствовали длительное время, происходит в большинстве случаев не за один или даже два-три сеанса. Необходимы повторные дискуссии по поводу обсуждавшихся в начале терапии «В», а также выполнение различных домашних заданий. В некоторых случаях на обсуждение серьёзной проблемы приходится тратить даже несколько месяцев. Тем не менее РЭПТ может приводить к успеху уже после нескольких сеансов или нескольких месяцев терапии, в то время как при использовании психоанализа для улучшения состояния пациента требуются годы.

## Точный перевод терминологии и названий
Верным переводом названия терапии (англ. Rational Emotive Behavior Therapy) является именно «рационально-эмоционально-поведенческая» (два дефиса), а не «рационально-эмоциональная поведенческая» (последнее слово — отдельно), так как сам Эллис неоднократно подчёркивал равнозначность когнитивной (рациональной), эмоциональной и поведенческой (бихевиоральной) составляющих. Тем не менее в переведённых на русский язык книгах А. Эллиса часто встречается второй вариант — вероятно, так сложилось исторически.
Термин «irrational beliefs» верно переводить именно как «иррациональные верования», а не «убеждения», поскольку, во-первых, глагол «to believe» переводится как «верить», а не как «убеждать», а во-вторых, слово «убеждение» можно понять двояко: как «идея, мысль о чём-либо» и как «процесс уговаривания».
Термин «musturbation» (не путать с «masturbation») как неологизм следует переводить термином «должнонанизм» — в литературе можно встретить перевод "тирания долженствования, однако не следует путать эти термины, так как в книгах Эллиса употребляются разные слова: «demandingness», «musturbatory», «musturbate».

## Критика
Доктор психологических наук профессор А. Б. Холмогорова отмечала, что для Эллиса характерна абсолютизация ценности рационального мышления, в то время как иррациональное мышление, подобно любой другой биологической особенности, тоже заключает в себе некий позитивный смысл, в том числе и в аспекте психического здоровья и психотерапии: этот смысл связан с областью психологической защиты. По мнению Холмогоровой, в подходе Эллиса недостаточно много уделено внимания позитивному смыслу психологической защиты и психологического сопротивления.